# Heron Lake (Minnesota)
Heron Lake – miasto w Stanach Zjednoczonych, w stanie Minnesota, w hrabstwie Jackson.